# Anders Ygeman
Anders Ingvar Ygeman, född 17 juni 1970 i Vantörs församling i Stockholm, är en svensk politiker (socialdemokrat). Han var Sveriges inrikesminister 2014–2017, energi- och digitaliseringsminister 2019–2021 och migrations- och integrationsminister samt idrottsminister 2021–2022. Sedan 1996 är han invald i Sveriges riksdag för Stockholms kommuns valkrets. Sedan 2022 är han Socialdemokraternas gruppledare i Socialförsäkringsutskottet, och därmed partiets talesperson i socialförsäkrings- och migrationsfrågor.

## Biografi
Ygeman är uppvuxen i Hagsätra och bosatt i Årsta i Stockholm. Han är son till journalisten Ingvar Ygeman och socionomen Marit Duna Ygeman. Han är gift med Elisabeth Brandt-Ygeman och tillsammans har de två barn.
År 1990 studerade Ygeman en termin i ämnet kriminologi vid Stockholms universitet.
Ygeman befriades 1990 från att göra värnplikten.
Han har kommenterat sin värnpliktsutbildning så här: "Jag ryckte in, men ryckte snabbt ut. Efter fem dagar begärde jag vapenfri tjänst. I grunden är jag nog ganska pacifistiskt lagd.”
Ygeman kom ej heller, att genomföra den vapenfria tjänsten.
Ygeman var ordförande för SSU Stockholm åren 1992–1996 och vice förbundsordförande i SSU åren 1995–1997. 

### Riksdagsledamot
Ygeman har varit ordinarie riksdagsledamot sedan 1996 (ersättare 1995). Han är invald i riksdagen för Stockholms kommuns valkrets på plats 81. Han var ordförande i miljö- och jordbruksutskottet åren 2006–2010 och i trafikutskottet 2010–2014. Dessförinnan var han bland annat ledamot från 1998 och andre vice ordförande 2002–2006 i bostadsutskottet.

### Inrikesminister (2014–2017)
Ygeman utsågs till inrikesminister i samband med att regeringen Löfven I tillträdde den 3 oktober 2014. Han var den förste personen att utses till inrikesminister sedan 1998 och som sådan hade han ansvar för polisiära frågor, bekämpning av terrorism, civilt försvar och krisberedskap.
Efter terrordåden i Paris i november 2015 presenterade Ygeman en blocköverskridande överenskommelse med åtgärder mot terrorism. Paketet innehöll bland annat kriminalisering av terrorkrigsresor, stopp för missbruk av svenska pass, åtgärder mot illegala vapen och höjda straff för innehav av handgranater och explosivvaror, att hemlig dataavläsning med trojaner skulle utredas samt möjlighet att dela information digitalt för FRA, MUST och SÄPO vid Nationellt centrum för terrorhotsbedömningar.
I juli 2017 framkom allvarliga brister i Transportstyrelsens IT-upphandling. Ygeman hade känt till bristerna i över ett år utan att informera statsminister Stefan Löfven. Ygeman hävdade att han inte hade haft möjlighet att informera statsminister Löfven då det inte fanns någon säker lokal. Detta trots att Ygeman och Löfven tillsammans ingick både i regeringen samt i det säkerhetspolitiska rådet som inrättades av Löfven 2014/2015 och som sammanträdde i genomsnitt en gång i månaden. Alliansens fyra partiledare väckte misstroendeförklaring mot Ygeman, infrastrukturminister Anna Johansson och försvarsminister Peter Hultqvist. Sverigedemokraternas partiledare Jimmie Åkesson meddelade att även hans parti stödjer misstroendeförklaringarna. Den 27 juli höll statsminister Stefan Löfven presskonferens där det meddelades att Ygeman och Johansson avgick från sina poster, medan Hultqvist satt kvar. Ygeman kom att fortsätta sin politiska karriär som gruppledare för Socialdemokraterna i riksdagen.

### Energi- och digitaliseringsminister (2019–2021)
När statsminister Stefan Löfven presenterade sin nya regering den 21 januari 2019 tillkännagavs att Ygeman gör comeback i regeringen, men denna gång med titeln energi- och digitaliseringsminister i det nybildade Infrastrukturdepartementet. Utnämningen av ministerposten kritiserades av partiledarna för Moderaterna, Kristdemokraterna och Sverigedemokraterna. Sverigedemokraternas partiledare Jimmie Åkesson kallade det "anmärkningsvärt och olämpligt" att Ygeman, som avgick till följd av Transportstyrelsens IT-upphandling, utnämndes till energi- och digitaliseringsminister.

### Tillbaka på Justitiedepartementet (2021–2022)
Den 30 november 2021 fick Sverige en ny regering ledd av Magdalena Andersson. Anders Ygeman fick fortsatt förtroende som statsråd, men de nya ansvarsområdena idrott, migration och integration, nu på Justitiedepartementet.

### Ordförande i Stockholm (2016–)
Den 11 september 2016 valdes Ygeman till ny ordförande för Stockholms arbetarekommun efter Veronica Palm. Ygeman valdes av ett enhälligt extra årsmöte. Ygeman representerar Stockholm i riksdagen sedan 1995. Som ordförande för Socialdemokraterna i Stockholm har han ansvar för att leda och utveckla politiken och organisationen.

## Politik
Ygeman har av bland andra författaren och S-kännaren Christer Isaksson beskrivits som tillhörande vänsterfalangen inom Socialdemokraterna.